# Danckwardt Pasch den yngre
Danckwardt Pasch, född på 1690-talet i Stockholm, död troligen omkring 1759 i Stockholm, var en svensk hovmålare. 
Han var son till målaråldermannen Danckwardt Pasch den äldre och Judith Larsdotter och från 1725 var han gift med Rebecca Jæger. Han var bror till konstnärerna Lorens Pasch den äldre och Johan Pasch den äldre.
Han gick i lära för sin far 1717–1721 där han blev gesäll. Han antogs som mästare vid Stockholms målarämbete 1721 och bisittare 1727 men han avsade sig uppdraget 1733. Pasch var inte av en fridsam natur. 1732 kom han i tvist med mästaren Christopher Christman. Tvisten fick lösas av Stockholms målarämbete, handlingarna rörande denna tvist finns vid Nordiska museets skråarkiv under benämningen "Det lofliga Conterfeyare och Måhlare Embetets Protocoll". Av hans verk är ingenting bevarat. Men i poeten Carl Eldhs dikt (1690-1727) till hans bröllop den 17 januari 1725 nämns titlarna på ett par av hans verk, en bild av Adam och några framställningar med religiös symbolik. Carl Eldh utgav 1725 en samling bröllops- och begravningsdikter, som delvis hade pietistisk anknytning, men han skrev även kärleksdikter och skämtvisor, mestadels på alexandriner eller i sonettform. 1725 diktade han för Danckwardt Pasch följande: "Kiärlekens mestarstycke uti målare-konsten / Då ereborne och konstrijke herren / herr Dankwardt Pasch, med ereborna och dygdälskande  jungfrun / jungfru Rebecca Jæger, sammanvigdes den 17. januarii, anno MDCCXXV".